# Peder Karlsson
Jan Peder Karlsson, född 24 oktober 1963 i Stockholm, är sångare, kompositör, arrangör och gitarrist. Han är son till Jan O. Karlsson och sonson till Hans Karlsson. 
Karlsson studerade arrangering/komposition på Musikhögskolan i Stockholm 1986 till 1988, bland annat för Ingvar Karkoff, Daniel Börtz och Bengt-Arne Wallin. Han gjorde 1985 TV-programmet Stora Skuggan tillsammans med Jonas Dominique.
Han var 1984 med och grundade The Real Group och var medlem i gruppen fram till 2010. Från 2012 är han bosatt i Umeå. Mellan 2011 och 2014 var Karlsson konstnärlig ledare för kören Perpetuum Jazzile i Slovenien. Sedan 2015 undervisar Karlsson i rytmisk körledning vid Det Jyske Musikkonservatorium i Aarhus och Aalborg, Danmark, sedan 2016 med titeln adjungerad professor. Utöver detta frilansar Karlsson som workshop- och seminarieledare.